# Huddersfield Town A.F.C.
Huddersfield Town Association Football Club profesionalni je engleski nogometni klub iz Huddersfielda, grofovija West Yorkshire. Trenutačno nastupa u League Oneu, trećem rangu engleskog nogometa.
Klub je osnovan 1908. godine. Tri puta je bio prvak Engleske. Godine 1992. osvojio je FA Cup. Tradicionalne boje kluba su plava i bijela. Najveći klupski rival je Leeds United. Od 1994. godine domaće utakmice igra na stadionu Kirklees Stadium. Prethodno je igrao na stadionu Leeds Road.

## Povijest
Kao jedan od većih gradova u Engleskoj, Huddersfield je prvobitno bio više okrenut ragbiju nego nogometu. U gradu je 1848. godine osnovan Huddersfield Giants, jedan od najstarijih ragbi klubova na svijetu. Prva ozbiljnija inicijativa za osnivanje nogometnog kluba javlja se 1907. godine. Godinu dana kasnije osnovan je Huddersfield Town A.F.C.
Klub je imao skromne početke. Domaće utakmice igrao je na stadionu Leeds Road koji nije imao pokrivene tribine niti svlačionice. Igrači su bili primorani presvlačiti se u napuštenom vagonu ili lokalnom pubu. Huddersfield je nastupao u rozim dresovima. Ambicije kluba ubrzo su porasle. Klub je želio postati član Football Leaguea. Kako bi to postigli, bilo je nužno osigurati ozbiljnije uvjete. Zbog toga je aganžiran arhitekt Archibald Leitch čiji je zadatak bio preurediti Leeds Road kako bi ispunjavao uvjete za odigravanje utakmica na ozbiljnoj razini i kako bi mogao primiti veću publiku.
Ubrzo su počeli razgovori s predstavnicima Engleskog nogometnog saveza. Kada im je odobren status člana Football Leaguea, počeli su radovi na izgradnji novog stadiona. Boje kluba promijenjene su u plavo-bijele. Nakon promjena izostali su rezultati, posjeta na stadionu bila je veoma slaba, te je klub upao u financijske probleme. Nakon Prvog svjetskog rata klub ne ostvaruje zapažene rezultate. Razmatrana je ideja da klub preseli u Leeds na stadion Elland Road. Navijači Huddersfielda nisu prihvatili tu ideju. Prikupljanjem novca i navijačka kupovinom dionica kluba navijači su pomogli klubu otplatiti dug od 25 tisuća funti. Nakon teškog razdoblja kreće vrtoglavi zaokret i uslijedit će najveći uspjesi u povijesti kluba.
Godine 1921. na mjesto menadžera doveden je Herbert Chapman. Njegovim dolaskom klub počinje bilježiti zapažene rezultate. Chapman je doveo neke igrače koji će ostaviti dubok trag u povijesti kluba. U prvoj sezoni kao menadžer osvaja FA Cup. U sezoni 1924./25. Huddersfield Town po prvi put osvaja naslov prvaka i to na najdramatičniji način u povijesti engleskog nogometa. Huddersfield je imao isti broj bodova i identičnu gol-razliku poput Cardiff Cityja samo što je Cardiff City zabio i primio jedan gol više od Huddersfielda koji je imao gol-razliku 60:33. Tada nije važilo pravilo više postignutih golova već prosjek golova, a Huddersfield je imao bolji prosjek za samo 0,024.
Sljedeće je sezone naslov prvaka obranjen. Chapman je jurio prema trećoj uzastopnoj tituli, podvig koji do tada nikada bio viđen u engleskom nogometu. Međutim, Arsenal je tražio menadžera. Chapman, privučen duplo većom plaćom i brojnijom publikom, otišao je u London zanemarivši činjenicu da se Arsenal tih godina borio za opstanak. Ipak čvrsto izgrađen sustav je i bez Chapmana donio treći naslov prvaka za redom, ovaj put pod vodstvom Cecila Pottera. Naredne sezone osvaja drugo mjesto, četiri boda manje od Newcastle Uniteda. U sezoni 1927./28. također zauzima drugo mjesto. U tom razdoblju Huddersfield je bio jedan od najuspješnijih klubova na Otoku. Uspjesi su donijeli i veći broj navijača, te je bilo potrebno često izvoditi radove na stadionu. Godine 1932. na utakmici protiv Arsenala zabilježeno je 67.000 gledatelja, što je rekordna posjeta na Leeds Roadu.
Do Drugog svjetskog rata Huddersfield je igrao bitnu ulogu u prvoj diviziji. Nakon rata uslijedio je pad, te je klub ispao iz lige. Nardne sezone izborio je promociju, no ipak dvije godine kasnije opet ispada u drugu diviziju. Tijekom 1950-ih klub je bio stabilan drugoligaš. Klub je deset godina kasnije ponovno zaigrao u prvom rangu. Međutim, nakon dvije sezone u prvoj diviziji krenuo je pad Huddersfielda kroz rangove pa je tako postao prvi engleski prvak koji je završio u četvrtom rangu engleskog nogometa. Narednih desetljeća Huddersfield je lutao kroz rangove s povremenim izletima u play-off za borbu u ulazak u najviši rang. Formiranjem Premier lige, u klubu se pojavila ideja da za tadašnji stadion ne bi mogao ispuniti uvjete za Premier ligu, stoga je počelo planiranje, a kasnije i izgradnja novog stadiona koji je otvoren 1994. godine.
U sezoni 2016./17. Huddersfield Town osvaja peto mjesto u Championshipu, te tako ostvaruje plasman u play-off za Premier ligu. U polufinalu je bio bolji od Sheffield Wednesdaya, te tako osigurao finale. Dana 29. svibnja 2017. godine igrao je finale protiv Readinga na Wembleyu. Regularni dio utakmice završio je 0:0, a potom je došlo do pucanje penala. Huddersfield Town je na penalima dobio 4:3, te se tako nakon 42 godine vratio u Premier ligu. U sezoni 2018./19. ostvarili su 20. mjesto te su ispali u Championship.

## Uspjesi
| Natjecanje                      | Plasman   | Sezone                          |
| ------------------------------- | --------- | ------------------------------- |
| Football League                 | I. mjesto | 1923./24., 1924./25., 1925./26. |
| Football League Second Division | I. mjesto | 1969./70.                       |
| Football League Third Division  | I. mjesto | 1982./83.                       |
| Football League Fourth Division | I. mjesto | 1979./80.                       |
| FA Cup                          | Pobjednik | 1922.                           |
| Charity Shield                  | Pobjednik | 1922.                           |
| FA Trophy                       | Finalist  | 1994.                           |

## Vanjske poveznice
- Službena web stranica
- Supporters Trust
- HTAFC Patrons
- Huddersfield Town Blog  Arhivirana inačica izvorne stranice od 7. ožujka 2017. (Wayback Machine)